# Список дипломатических миссий ДР Конго

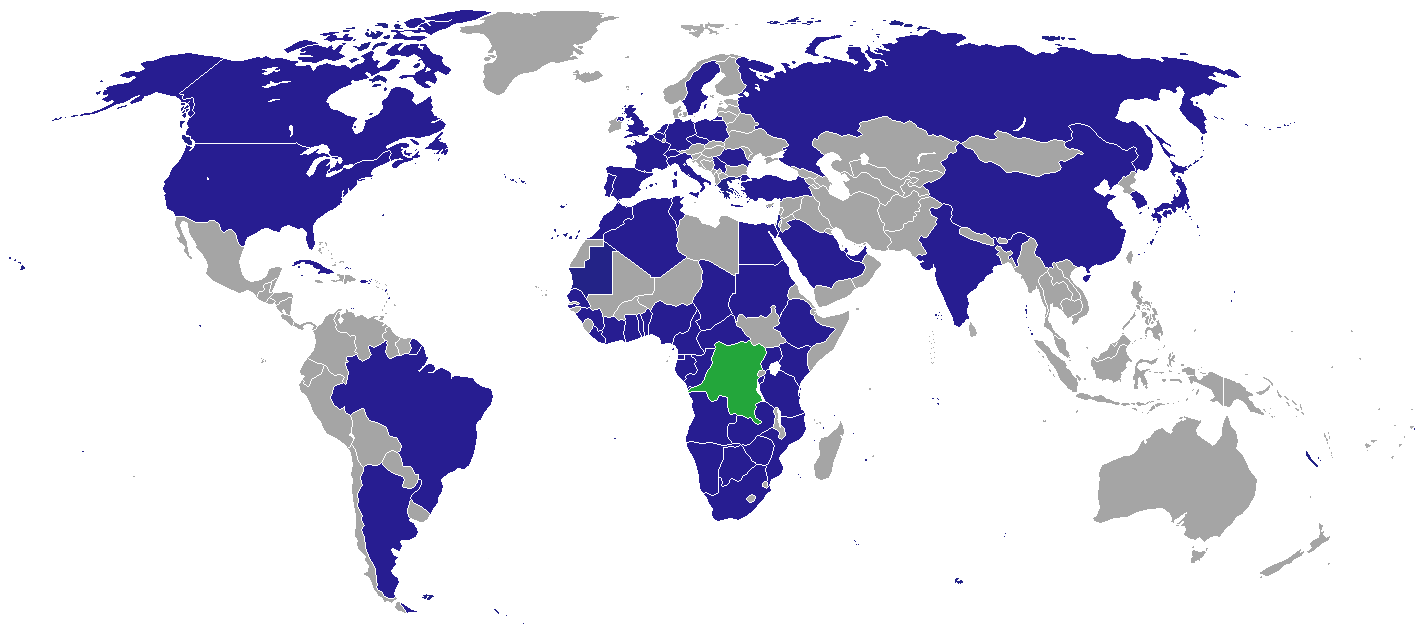

Список дипломатических миссий Демократической Республики Конго — в настоящее время дипломатические представительства Демократической Республики Конго находятся на территории 50 государств.
Список дипломатических миссий Демократической Республики Конго (не включает почётных консульств):

## Европа
- Бельгия
  - Брюссель (посольство)
  - Антверпен (генеральное консульство)
- Чехия
  - Прага (посольство)
- Франция
  - Париж (посольство)
- Греция
  - Афины (посольство)
- Германия
  - Берлин (посольство)
- Италия
  - Рим (посольство)
- Нидерланды
  - Гаага (посольство)
- Польша
  - Варшава (посольство)
- Португалия
  - Лиссабон (посольство)
- Румыния
  - Бухарест (посольство)
- Россия
  - Москва (посольство)
- Сербия
  - Белград (посольство)
- Испания
  - Мадрид (посольство)
- Швеция
  - Стокгольм (посольство)
- Швейцария
  - Берн (посольство)
- Великобритания
  - Лондон (посольство)

## Северная Америка
- Канада
  - Оттава (посольство)
- Куба
  - Гавана (посольство)
- США
  - Вашингтон (посольство)

## Южная Америка
- Аргентина
  - Буэнос-Айрес (посольство)
- Бразилия
  - Бразилиа (посольство)

## Африка
- Ангола
  - Луанда (посольство)
- Бенин
  - Котону (посольство)
- Бурунди
  - Бужумбура (посольство)
- Камерун
  - Яунде (посольство)
- Центральноафриканская республика
  - Банги (посольство)
- Чад
  - Нджамена (посольство)
- Республика Конго
  - Браззавиль (посольство)
- Кот д'Ивуар
  - Абиджан (посольство)
- Египет
  - Каир (посольство)
- Эфиопия
  - Аддис-Абеба (посольство)
- Габон
  - Либревиль (посольство)
- Гвинея
  - Конакри (посольство)
- Кения
  - Найроби (посольство)
- Марокко
  - Рабат (посольство)
- Мозамбик
  - Мапуту (посольство)
- Намибия
  - Виндхук (посольство)
- Нигерия
  - Лагос (посольство)
- Руанда
  - Кигали (посольство)
- Сенегал
  - Дакар (посольство)
- ЮАР
  - Претория (посольство)
- Судан
  - Хартум (посольство)
- Танзания
  - Дар-эс-Салам (посольство)
- Того
  - Ломе (посольство)
- Уганда
  - Кампала (посольство)
- Замбия
  - Лусака (посольство)
- Зимбабве
  - Хараре (посольство)

## Азия
- Китай
  - Пекин (посольство)
- Индия
  - Нью-Дели (посольство)
- Япония
  - Токио (посольство)
- Южная Корея
  - Сеул (посольство)

## Международные организации
- - Нью-Йорк (представительство при ООН)
  - Женева (представительство при ООН).